# Saint-Cyr-les-Colons
Saint-Cyr-les-Colons es una comuna francesa situada en el departamento de Yonne, en la región de Borgoña-Franco Condado.

## Demografía
| 475 | 458 | 501 | 463 | 485 | 344 | 447 |
| Para los censos de 1962 a 1999 la población legal corresponde a la población sin duplicidades (Fuente: INSEE [Consultar]) |     |     |     |     |     |     |